# Іванна
Іва́нна— християнське жіноче ім'я, жіноча форма імені Іван, Іоанн. Православна канонічна форма — Іоанна. До української запозичене через церковнослов'янське посередництво з грец. Ιωαννα, де утворене від чоловічого імені Ιωαννης, Іоанн (похідного від івр. יוֹחָנָן, «Йоханан» — давньоєврейського чоловічого імені зі значенням «Бог милостливий»).
У сучасній Україні форма «Іванна», «Іоанна» рідко вживається мирянами. Більш поширені є варіанти «Яна» («Яніна») і «Жанна» — польська та французька форми імені, запозичені до української мови.

## Зменшувальні форми
- Іванна — Іванка, Іваннонька, Іванночка, Іванця, Ваня, Івануся, Івасик, Іванесса, Ясько, Іванусик, Іванулік, Іваннулічка, Івася, Іваська,Івануська, Вановна, Іота.
- Жанна — Жана, Жаннонька, Жанночка, Жаннуся, Жанонька, Жаночка, Жася, Жасенька, Жануся
- Яна — Янка, Яночка, Янонька, Януся, Янця
- Яніна — Янінка, Яна, Янка, Янонька, Яночка, Януся, Янця

## Відомі носійки

### Святі
- Іванна Мироносиця
- Жанна д'Арк
- Іванна Сеньянська
- Іванна Антід-Туре
- Жанна де Шанталь

### Королеви
- Іванна Англійська (Joan of England)
- Жанна Наваррська (Jeanne de Navarre)
- Жанна д'Евре (Jeanne d'Évreux)
- Жанна Бургунська
- Жанна Французька
- Джуанна Бофорт (Joan Beaufort)
- Хуана I Божевільна
- Іванна Сучеван

### Інші
- Жанна-Антуанетта Пуассон
- Жанна де Монфор
- Жанна Луїза Кальман
- Жанна Боднарук

## У кінематографі
- Іванна — художній фільм 1959 року, кіностудія ім. О. Довженка, режисер — Віктор Івченко